# 平川雄一朗
平川雄一朗（1972年1月23日—），日本知名導演，生於大分縣。個人執導的代表作有《在世界的中心呼喊愛情》、《白夜行》、《ROOKIES》、《仁醫》等劇。

## 經歷
平川雄一朗畢業自大分縣立大分南高等學校、日本工學院専門學校放送藝術科。畢業後即進入目前所屬的Office Creator，並開始擔任導演助手和執行製作。2003年，在TBS電視台電視劇《Stand UP!!》中首次擔任正式導演。其後，執導的作品多數為TBS的連續劇，並多次擔任知名導演堤幸彥的導演助手。2004年，與堤幸彥共同執導《在世界的中心呼喊愛情》而廣受好評。其後，《白夜行》和《仁醫》系列亦引起話題。
2007年，個人首部執導電影《等待，是為了和妳相遇》上映。

## 執導作品

### 電視劇
導演
- Stand UP!!（2003年，TBS）
- 在世界的中心呼喊愛情（2004年，TBS）
- 牽絆的愛（2005年，TBS）
- 白夜行（2006年，TBS）
- 水手服與機關槍（2006年，TBS）
- 佐佐木之戰（2008年，TBS）
- ROOKIES（2008年，TBS）
- 結黨！老人黨（日语：結党!老人党）（2009年，WOWOW）
- MR.BRAIN（2009年，TBS）
- 仁醫（2009年、2011年，TBS）
- Sweet 9 Flowords〜美しい9の花言葉〜（2010年，LISMO）
- 鳶（2013年，TBS）
- 黑河內（2013年，TBS）
- 天皇的御廚（2015年，TBS）[3]
- 別讓我走（2016年，TBS）
- 仰望師恩（日语：仰げば尊し (2016年のテレビドラマ)）（2016年，TBS）
- A LIFE〜深愛的人〜（2017年，TBS）
- 都廳爆破！（日语：都庁爆破!）（2018年，TBS）
- 繼母與女兒的藍調（2018年、2020年，TBS）
- 集團左遷!!（2019年，TBS）
- 天國與地獄～瘋狂的2人～（2021年，TBS）
- 火星-零的革命-（2024年，朝日電視台）
- 366日（2024年，富士電視台）
- PJ航空救難團（2025年，朝日電視台）

副導演
- 尋找那天的我（日语：あの日の僕をさがして）（1992年，TBS）
- SECOND CHANCE（日语：セカンド・チャンス (テレビドラマ)）（1995年，TBS）
- 協奏曲（日语：協奏曲 (テレビドラマ)）（1996年，TBS）
- 最重要的人（1997年，TBS）
- 邂逅（日语：めぐり逢い (1998年のテレビドラマ)）（1998年，TBS）
- 你以為你是誰！（日语：なにさまっ!）（1998年，TBS）
- 單身生活（1999年，TBS）
- 池袋西口公園（2000年，TBS）
- 擁抱明天（日语：明日を抱きしめて）（2000年，日本電視台）
- 半個醫生（日语：ハンドク!!!）（2001年，TBS）最終回
- 不需要愛情的夏天（2002年，TBS）
- 夢想飛行Good Luck（2003年，TBS）

### 網路劇
- 御手洗家、炎上（2023年，Netflix）

### 電影
- 等待，是為了和妳相遇（2007年6月2日，東寶）
- 向陰天綻放（日语：陰日向に咲く）（2008年1月26日，東寶）
- ROOKIES－畢業－（2009年5月30日，東寶）
- 歡迎愛光臨（日语：ラブコメ (小説)#映画）（2010年9月25日，SHOWGATE]）
- 使者（2012年10月6日，東寶）─ 身兼編劇
- 想いのこし（2014年11月22日，東映）
- 心之谷（2022年10月14日，松竹）

### 短片
- 乃木坂46《窗簾圍繞》花絮特典『私の好きな人へ』（2012年）
- NMB48《大蔥鴨們》花絮特典ドラマ『ほしにねがうこと』（2013年）

### 音樂錄影帶
- AKB48〈櫻花花瓣〉（2006年）
- NMB48〈Oh My God!〉（2011年）、〈大蔥鴨們〉（2013年）
- 乃木坂46 生田繪梨花個人音樂錄影帶（2012年）

### 廣告
- 樂天集團・樂天喉片（2006年）
- すき家 インフォマーシャル（2010年）
- iPod touchインフォマーシャル（2010年）

## 監製作品
- 最後的約會（日语：最後のデート）（1999年，TBS）－副監製
- First Love（日语：First Love (テレビドラマ)）（2002年，TBS）－副監製
- 麻辣嬌娃（日语：ドールハウス (テレビドラマ)）（2004年，TBS）－副監製

## 獎項
- 仁醫

東京國際戲劇節最佳連續劇獎
第47回銀河賞My Best TV大獎
第47回銀河賞電視部門優秀賞
放送人大獎特別獎 
第36回放送文化基金賞電視節目獎 
第18回橋田獎
日本民間放送聯盟獎電視部門最佳電視劇
第63回日劇學院賞導演賞
- 仁醫 完結篇

東京國際戲劇節連續劇優秀獎
第49回銀河賞電視劇部門獎勵獎
第15回日刊體育日劇大賞作品獎
第69回日劇學院賞導演賞
- 鳶

亞洲電視節電視劇部門最優秀作品獎
東京國際戲劇節連續劇優秀獎
- 天皇的御廚

第85回日劇學院賞導演賞

## 外部連結
- 平川雄一朗在互联网电影资料库（IMDb）上的資料（英文）
- Office Creator